# مصطفى زربور (مقاطعة فسا)
مصطفي زربور (بالإنجليزية: Tolombeh-ye Mostafa Zar Pur)‏ هي human-geographic territorial entity تقع في فارس في إيران.